# Philippe Cauchefer
Philippe Cauchefer (* 1956 in Nogent-le-Rotrou) ist ein französischer Cellist.
Cauchefer entstammt einer Musikerfamilie, bereits sein Großvater, gleichfalls Cellist, leitete die Musikschule der Stadt, seine Schwester ist die Organistin Sophie-Véronique Cauchefer-Choplin. Er besuchte die École Nationale de Musique in Mans und das Conservatoire Régional de Musique in Aubervilliers und erhielt erste Preise in den Fächern Violoncello und Kammermusik. Vierzehnjährig begann er seine Ausbildung am Conservatoire de Paris, wo er ebenfalls erste Preise für Violoncello und Kammermusik erhielt. ER vervollkommnete dann seine Celloausbildung durch Kurse u. a. bei Arto Noras, Maud und Paul Tortelier.
Er wirkte dann als Cellist in verschiedenen Orchestern und wurde 1979 zweiter Cellist beim Orchestre Régional de Cannes unter der Leitung von Philippe Bender. Seit 1990 hat er hier die Stelle des ersten Cellisten inne.
Mit Musikern des Orchesters gründete Cauchefer Les Solistes de Cannes, mit denen er kammermusikalische Werke bei Festivals in Frankreich und im Ausland aufführt. Das Ensemble spielte ein Album mit den Flötenquartetten Mozarts und Jean-Michel Bossinis Miniaturas ein. 
Außerdem ist Cauchefer Mitglied des Trio des Solistes de Cannes, eines Streichtrios mit der Geigerin Berhilde Dufour und der Bratscherin Eszter Biro, für das René Maillart ein Trio komponierte. Mit seiner Schwester Sophie-Véronique Cauchefer-Choplin nahm er Werke für Violoncello und Orgel von Léon Boëllmann, Joseph Rheinberger und Daniel Roth auf.
| Personendaten    | Personendaten         |
| ---------------- | --------------------- |
| NAME             | Cauchefer, Philippe   |
| KURZBESCHREIBUNG | französischer Cellist |
| GEBURTSDATUM     | 1956                  |
| GEBURTSORT       | Nogent-le-Rotrou      |